# Hanford Site

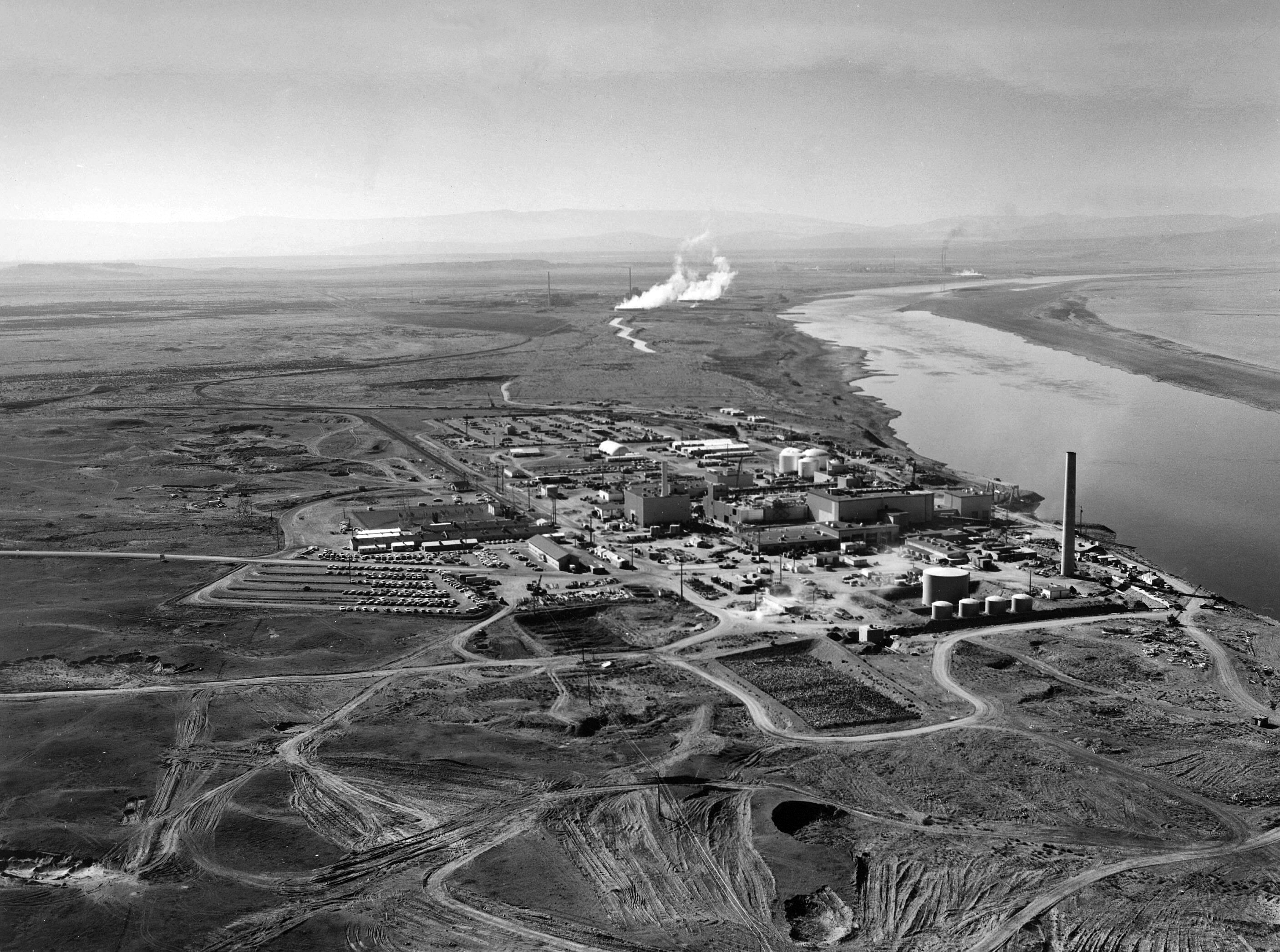
1960 - Reatores nucleares alinham-se ao longo do rio Columbia.

Hanford Site é uma instalação nuclear desativada localizada às margens do rio Columbia, no estado de Washington, e operado pelo Governo Federal dos Estados Unidos. O sítio fora conhecido por vários nomes, dentre os quais Hanford Works, Hanford Engineer Works, Hanford Nuclear Reservation (HNR) e Hanford Project. Estabelecido em 1943 na cidade de Hanford, como parte do Projeto Manhattan, ele abrigava o Reator B, o primeiro do mundo para a produção de plutônio em larga escala. O plutônio lá produzido fora utilizado na primeira bomba nuclear, testada no sítio Trinity, e na bomba "Fat Man", detonada sobre Nagasaki, Japão.
Durante a Guerra Fria o projeto foi expandido para abrigar nove reatores nucleares e cinco grandes complexos de processamento de plutônio, o qual fora utilizado em cerca de sessenta mil armas do arsenal nuclear norte-americano. A tecnologia nuclear desenvolveu-se rapidamente durante esse período e os cientistas de Hanford lograram marcos notáveis nesse segmento. Todavia, muitos dos métodos de segurança e descarte de lixo revelaram-se inadequados. Documentos do Governo confirmaram que as operações de Hanford liberaram quantidades significativas de materiais radioativos no ar e no rio Columbia, ameaçando a saúde dos residentes e o ecossistema.
Os reatores de fins militares foram desativados no final da Guerra Fria, mas seu período de atividade deixou 204 000 m³ de lixo radioativo de alto nível - dois terços do total armazenado no país -  que remanesce no sítio. Atualmente, Hanford é o sítio nuclear mais contaminado dos Estados Unidos e o foco da maior campanha nacional de limpeza ambiental. Enquanto a maior parte de sua atividade está relacionada ao projeto de limpeza, ele também abriga uma usina nuclear comercial - Columbia Generating Station - e vários centros de pesquisa e desenvolvimento científico tais como o Pacific Northwest National Laboratory e o LIGO Hanford Observatory.